# مقاطعة فرانكلن (كارولاينا الشمالية)
مقاطعة فرانكلن (بالإنجليزية: Franklin County)‏ هي إحدى مقاطعات ولاية كارولاينا الشمالية في الولايات المتحدة الأمريكية. مركز المقاطعة أو مقعدها هي مدينة لويسبرغ. تأسست هذه المقاطعة سنة 1799.أصل هذه المقاطعة يأتي من: مقاطعة بوت.

## أعلام
- راتليف بون
- جون ماي